# Liste der Biografien/Blat
Liste der Biografien |
Portal Biografien |
Personensuche
# |
A |
B |
C |
D |
E |
F |
G |
H |
I |
J |
K |
L |
M |
N |
O |
P |
Q |
R |
S |
T |
U |
V |
W |
X |
Y |
Z |
?
 
Ba |
Be |
Bd |
Bg |
Bh |
Bi |
Bj |
Bl |
Bm |
Bn |
Bo |
Br |
Bs |
Bu |
Bw |
By |
Bz
 
Bla |
Ble |
Bli |
Blj |
Blk |
Bll |
Blo |
Bls |
Blu |
Bly
 
Blaa |
Blab |
Blac |
Blad |
Blae |
Blaf |
Blag |
Blah |
Blai |
Blaj |
Blak |
Blal |
Blam |
Blan |
Blaq |
Blar |
Blas |
Blat |
Blau |
Blav |
Blaw |
Blax |
Blay |
Blaz
Die Liste der Biografien führt alle Personen auf, die in der deutschsprachigen Wikipedia einen Artikel haben. Dieses ist eine Teilliste mit 117 Einträgen von Personen, deren Namen mit den Buchstaben „Blat“ beginnt.

## Blat

### Blata
- Blaťák, Miroslav (* 1982), tschechischer Eishockeyspieler
- Blatas, Arbit (1908–1999), US-amerikanischer Maler, Grafiker, Bühnenbildner und Bildhauer

### Blatc
- Blatch Barney, Nora Stanton (1883–1971), US-amerikanische Bauingenieurin, Architektin und Suffragette
- Blatch, Emily Blatch, Baroness (1937–2005), britische Politikerin (Conservative Party), Mitglied des Oberhauses
- Blatch, Harriot Eaton Stanton (1856–1940), amerikanische Suffragette und Publizistin
- Blatche, Andray (* 1986), US-amerikanisch-philippinischer Basketballspieler
- Blatchford, Liz (* 1980), englische Triathletin
- Blatchford, Neil (* 1945), US-amerikanischer Eisschnellläufer
- Blatchford, Robert (1851–1943), englischer Sozialist, Journalist und Autor
- Blatchford, Samuel (1820–1893), US-amerikanischer Jurist

### Blath
- Blatherwick, Sam (1888–1975), britischer Schwimmer und Wasserballspieler
- Blatherwick, Wilfred (1870–1956), US-amerikanischer Tennisspieler
- Blathmac mac Con Brettan, irischer Mönch und Dichter
- Blathmin Ní Briain, irische Adelige
- Blathwayt, Audrey (1920–2009), englische Badmintonspielerin
- Blathwayt, Emily (1852–1940), britische Suffragette
- Blathwayt, Mary (1879–1961), englisch-britische Frauenrechtlerin und Suffragette
- Blathwayt, William († 1717), englischer Beamter und Politiker
- Bláthy, Ottó Titusz (1860–1939), ungarischer Maschinenbau-Ingenieur

### Blatm
- Blatman, Daniel (* 1953), israelischer Historiker

### Blatn
- Blatner, Josef (1895–1987), deutscher Kunsthistoriker
- Blatnick, Jeffrey (1957–2012), US-amerikanischer Ringer
- Blatnik, Ana (* 1957), österreichische Politikerin (SPÖ) und Berufsschullehrerin, Mitglied des Bundesrates
- Blatnik, Andrej (* 1963), slowenischer Schriftsteller, Journalist und Übersetzer
- Blatnik, Georg (* 1992), österreichischer Fußballspieler
- Blatnik, John (1911–1991), US-amerikanischer Politiker
- Blatnik, Meike (* 1974), deutsche Übersetzerin
- Blatny, Fanny (1873–1949), tschechische Frauenrechtlerin und sozialdemokratische Politikerin
- Blatný, Ivan (1919–1990), tschechischer Dichter und Schriftsteller
- Blatný, Jan (* 1970), tschechischer Mediziner und Hochschullehrer
- Blatný, Josef (1891–1980), tschechischer Komponist und Organist
- Blatný, Lev (1894–1930), tschechischer Dichter, Autor, Theaterkritiker und Dramaturg
- Blatný, Pavel (1931–2021), tschechischer Komponist
- Blatný, Pavel (* 1968), tschechischer Schachgroßmeister
- Blatný, Vojtěch (1864–1954), tschechischer Chorleiter und Organist
- Blatný, Zdeněk (* 1981), tschechischer Eishockeyspieler

### Blato
- Blaton, Jean (1929–2020), belgischer Automobilrennfahrer, Unternehmer und Musiker

### Blats
- Blätsch, Paddy (* 1989), Schweizer Komponist, Produzent und Multiinstrumentalist aus dem Kanton Solothurn

### Blatt
- Blatt, Christiane (* 1966), deutsche Politikerin (SPD), MdL
- Blatt, David (* 1959), US-amerikanisch-israelischer Basketballtrainer
- Blatt, Franz (1903–1979), österreichisch-dänischer mittellateinischer Philologe
- Blatt, Heinrich (1894–1949), deutscher Altphilologe und Bibliothekar
- Blatt, Heinrich (1927–2010), deutscher Gewerkschafter und Politiker (CDU), MdL Saarland
- Blatt, Heinz (1904–1987), deutscher Landrat in Berchtesgaden
- Blatt, John (1921–1990), US-amerikanischer Physiker
- Blatt, Lothar (* 1948), deutscher Jurist und Politiker
- Blatt, Melanie (* 1975), englische SängerinMelanie Blatt (* 1975)

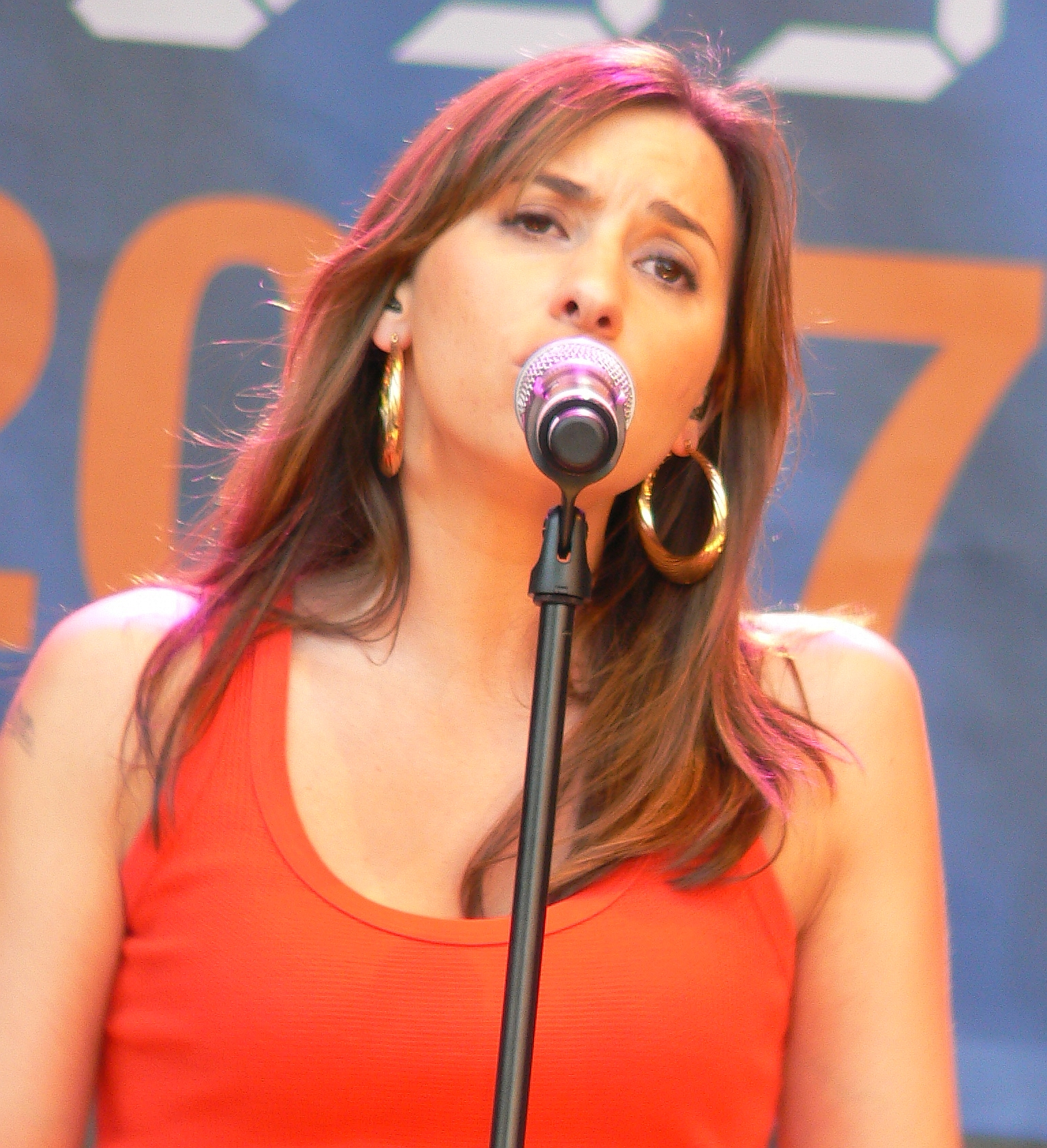
Melanie Blatt (* 1975)

- Blatt, Rainer (* 1952), deutscher Physiker
- Blatt, Susan (* 1981), deutsche Triathletin
- Blatt, Thomas (1927–2015), US-amerikanischer Buchautor und Überlebender des Aufstandes im NS-Vernichtungslager Sobibór
- Blatt, Wolfgang (* 1932), deutscher Fußballspieler
- Blätte, Andreas (* 1976), deutscher Politologe
- Blättel, Irmgard (* 1928), deutsche Gewerkschafterin und war Mitglied im Vorstand des DGB (1980–1990)
- Blättel, Michael (* 1960), deutscher Fußballspieler und -trainer
- Blättel-Mink, Birgit (* 1957), deutsche Soziologin
- Blatter, André (* 1965), österreichischer Skilangläufer
- Blatter, August (1902–1978), Schweizer Bildhauer, Maler und Primarlehrer
- Blatter, Barbara (* 1970), Schweizer Radrennfahrer
- Blatter, Christian (1935–2021), Schweizer Mathematiker
- Blatter, Florian (* 1984), Schweizer Eishockeyspieler
- Blatter, Gianni (* 1955), Schweizer Physiker und Hochschullehrer
- Blatter, Henry (* 1966), deutscher Handballspieler
- Blatter, Johann Joseph (1684–1752), Schweizer Geistlicher, römisch-katholischer Bischof von Sitten
- Blatter, Joseph Anton (1745–1807), römisch-katholischer Bischof im Bistum Sitten
- Blatter, Lisa (* 1979), Schweizer Regisseurin und Produzentin
- Blatter, Sepp (* 1936), Schweizer Fußballfunktionär, Präsident des Weltfußballverbandes FIFASepp Blatter (* 1936)

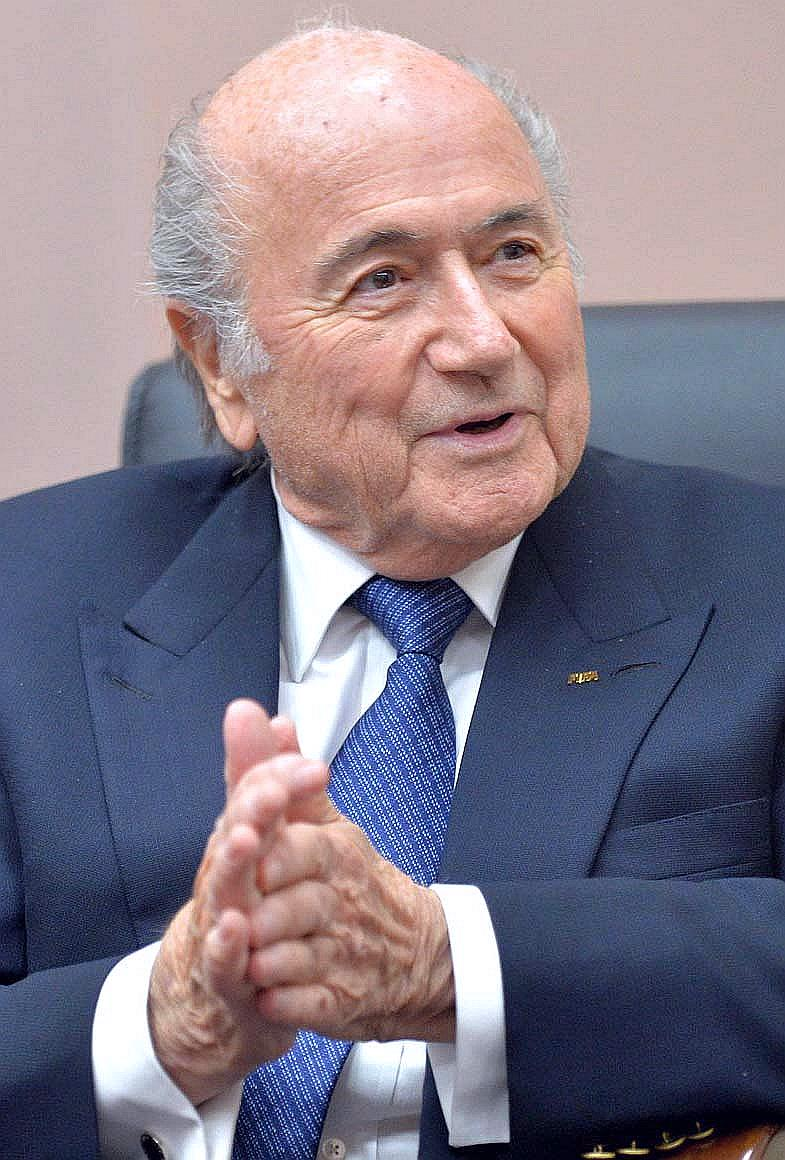
Sepp Blatter (* 1936)

- Blatter, Silvio (* 1946), Schweizer Schriftsteller
- Blatter, Ulrich (1940–1995), Schweizer Politiker (CVP)
- Blatter, Ulrike (* 1962), deutsche Schriftstellerärztin
- Blätterbauer, Theodor (1823–1906), deutscher Maler und Grafiker
- Blättgen, Hans Heribert (* 1956), deutscher Politiker
- Blatti, Marcel (* 1975), Schweizer Film- und Theaterkomponist sowie Schlagzeuger
- Blattl, Christian der Ältere (1776–1856), österreichischer Schützenhauptmann und Tiroler Freiheitskämpfer
- Blattl, Christian der Jüngere (1805–1865), österreichischer Volksliederdichter und Bauer
- Blattl, Lotte (* 1933), österreichische Skirennläuferin
- Blattl, Rosemarie (* 1941), österreichische Politikerin (FPÖ), Landtagsabgeordnete in Salzburg
- Blättler, Christine (* 1967), Schweizer Philosophin
- Blättler, Franz Joseph (1766–1827), Schweizer Politiker
- Blättler, Josef (1817–1901), Schweizer Politiker
- Blättler, Josef (1880–1962), Schweizer Politiker
- Blättler, Josef (1881–1944), Schweizer Politiker
- Blättler, Kaspar (1791–1872), Schweizer Politiker
- Blättler, Remigi (1871–1938), Schweizer Politiker
- Blättler, Remigi (1899–1975), Schweizer Politiker
- Blättler, Remigi (1911–2003), Schweizer Klarinettist und Volksmusiker
- Blättler, Rolf (1942–2024), Schweizer Fussballspieler
- Blättler, Stefan (* 1959), Schweizer Jurist und Bundesanwalt
- Blättler, Tim (* 1994), niederländischer Fußballspieler
- Blättler, Tobias (* 1981), Schweizer Autorennfahrer
- Blättler, Valentin (1837–1911), Schweizer Politiker
- Blattmann, Albert (1904–1967), Schweizer Radrennfahrer
- Blattmann, André (* 1956), Schweizer Berufsoffizier (Korpskommandant)André Blattmann (* 1956)

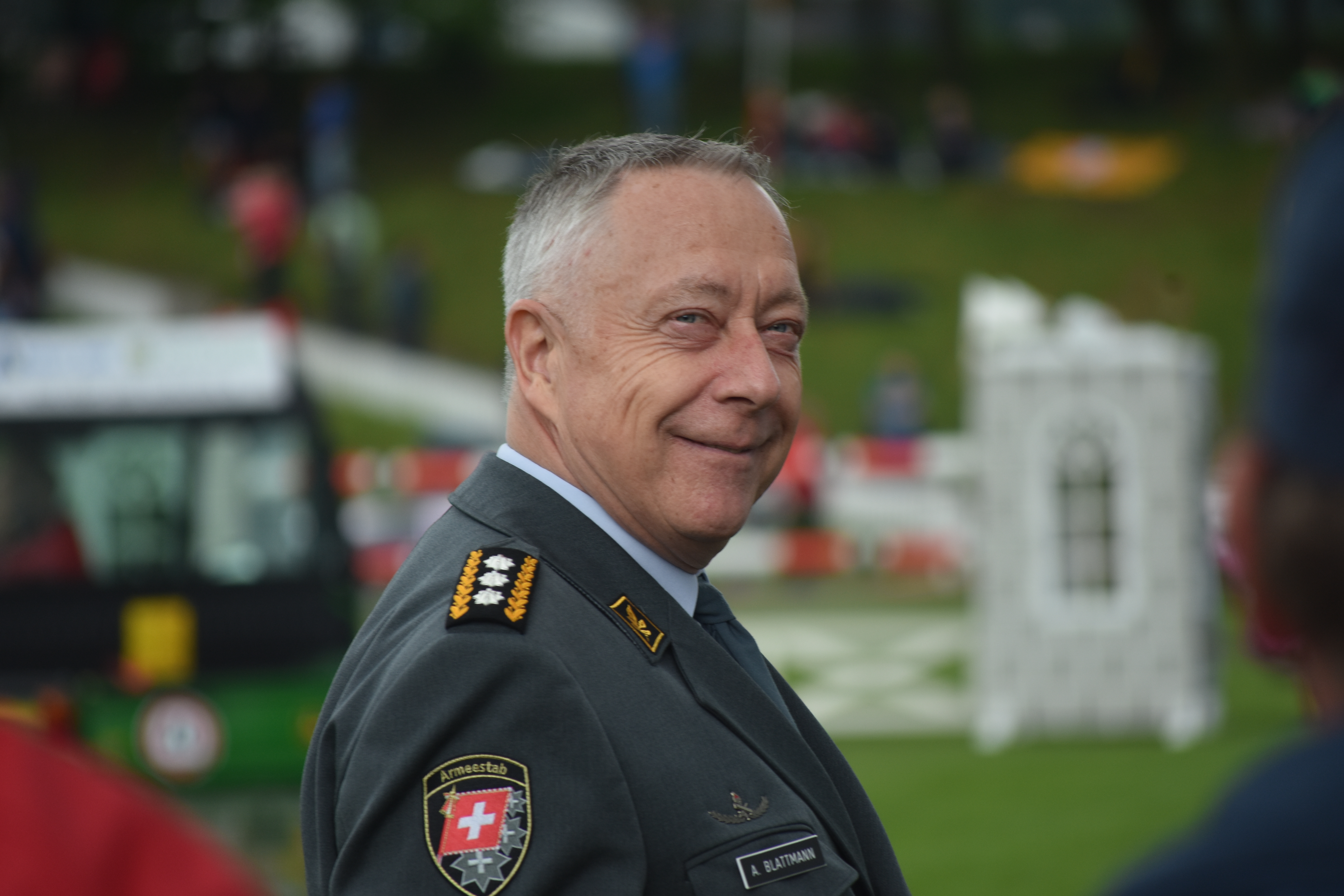
André Blattmann (* 1956)

- Blattmann, Ekkehard (1938–2022), deutscher Germanist und Hochschullehrer
- Blattmann, Josef (1827–1901), deutscher Politiker (Zentrumspartei)
- Blattmann, Marita (* 1959), deutsche Historikerin
- Blattmann, René (* 1948), bolivianischer Jurist, Richter am Internationalen Strafgerichtshof (2003–2009)
- Blattmann, Siegfried (* 1910), deutscher Geologe
- Blattmann, Walter (1910–1965), Schweizer Radsportler
- Blattner, Anna (1866–1935), Schweizer Schulleiterin und Frauenrechtlerin
- Blättner, Beate (1959–2021), deutsche Gesundheitswissenschaftlerin
- Blattner, Buddy (1920–2009), US-amerikanischer Tischtennis- und Baseballspieler
- Blattner, Cornelia (* 1964), deutsche Diplomökonomin und Politikerin (CDU), MdL (Sachsen)
- Blättner, Fritz (1891–1981), deutscher Pädagoge
- Blattner, Hermann (1866–1910), Schweizer Germanist, Apotheker und Journalist
- Blattner, Karl (1805–1883), Schweizer Politiker
- Blattner, Ludwig (1880–1935), deutsch-britischer Unternehmer, Filmproduzent und Erfinder
- Blattner, Robert James (1931–2015), US-amerikanischer Mathematiker
- Blattner, Simone (* 1968), Schweizer Theaterregisseurin
- Blattner, Thaddäus (1824–1895), bayerischer Bergführer und Jagdgehilfe
- Blattner, Valentin (* 1958), Schweizer Rebzüchter und Winzer
- Blatty, William Peter (1928–2017), US-amerikanischer Autor und RegisseurWilliam Peter Blatty (1928–2017)

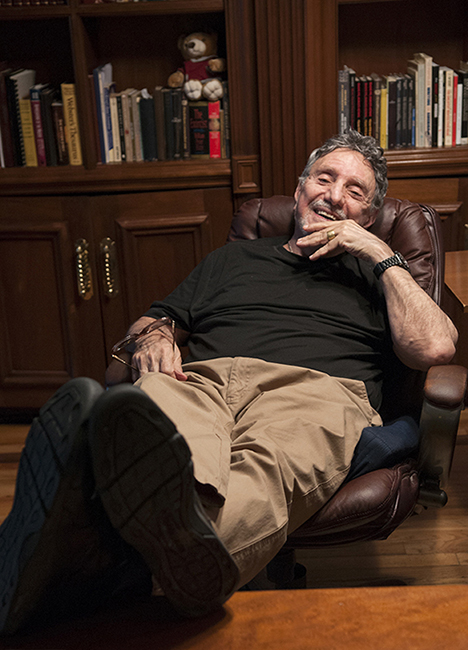
William Peter Blatty (1928–2017)

### Blatz
- Blatz, Kelly (* 1987), US-amerikanischer Schauspieler und Sänger
- Blatz, Valentin (1826–1894), Unternehmer und Gründer der Valentin Blatz Brewing Company
- Blatzheim, Hans Herbert (1905–1968), deutscher Gastronom
- Blatzheim, Hans-Dieter († 1985), deutscher Automobilrennfahrer und Unternehmer
- Blatzheim-Roegler, Jutta (* 1957), deutsche Politikerin (Bündnis 90/Die Grünen), MdL
- Blätzinger, Jürgen (* 1948), deutscher Arzt und Sanitätsoffizier